# 横浜市立奈良小学校
横浜市立奈良小学校（よこはましりつ ならしょうがっこう）は、神奈川県横浜市青葉区奈良町にある公立小学校。

## 概要
創基は1868年（明治元年もしくは慶應4年）。国の公式見解では新潟県小千谷市に所在する小千谷市立小千谷小学校が日本最古とされており、小千谷小学校と並んで日本最古級の歴史を持つ小学校として知られる。開校は1953年（昭和28年）4月1日。

## 沿革
- 1868年（あるいはそれ以前） - 瑞円寺に寺子屋が開設される。
- 1872年 - 松岳院に寺子屋が移る。
- 1873年 - 小学奈良学舎が設置される。松岳院へ移転していた寺子屋がそのまま使われた。
- 1875年 - 奈良学校に改称される。
- 1889年 - 第三田奈尋常小学校となる。
- 1920年 - 田奈小学校第二分教場と改称。
- 1927年 - 奈良町1042番地（現在のこどもの国駐車場付近）に移転。
- 1941年 - 横浜市田奈国民学校分教場と改称。
- 1947年 - 横浜市立田奈小学校分校と改称。
- 1952年 - 第二校舎（中央校舎）が完成する。
- 1953年 - 横浜市立奈良小学校として独立、開校。PTAができる。校章が決まる。
- 1954年 - 第三校舎ができる。
- 1957年 - 創立5周年記念式典
- 1968年 - 校旗制定
- 1971年 - 現在地へ鉄筋コンクリート造校舎を新築、移転。
- 1975年 - プール、体育館（B棟）完成。
- 1976年 - 校歌制定 （作詞：作曲：高木東六）
- 1978年 - 創立25周年記念式典,記念誌発行
- 1980年 - C棟、砂場などが完成。
- 1983年 - 創立30周年記念式典,記念誌発行
- 1987年 - 第二音楽室・視聴覚室ができる。,横浜市教育委員会研究協力校,国語科発表会
- 1991年 - 創立40周年記念式典,記念誌発行
- 1995年 - はまっ子ふれあいスクール開設
- 2001年 - 横浜市立奈良の丘小学校が新設、学区が再編成される。
- 2003年 - 創立50周年を迎える。記念誌発行

## 学校行事
- 4月 入学式
- 3月 卒業式

## 通学区域
- 横浜市青葉区
  - 奈良町700番地、755番地から759番地まで、838番地から902番地まで、966番地から1,071番地まで、1,174番地、1,539番地から終りまで[2]
  - 奈良四丁目1番地、五丁目
  - 緑山

## 進学先中学校
- 横浜市立奈良中学校